# Siergiej Poliszczuk
Siergiej Wiktorowicz Poliszczuk, ros. Сергей Викторович Полищук (ur. 11 stycznia 1975 w Sosnach) – rosyjski hokeista.

## Kariera
- Krylja Sowietow 2 Moskwa (do 1993)
- Shawinigan Cataractes (1993-1995)
- Krylja Sowietow Moskwa (1995-1998)
  -  Krylja Sowietow 2 Moskwa (1995-1998)
- STS Sanok (1998-1999)

Urodził się 11 stycznia 1975 w Sosnach. Występował w klubie Krylja Sowietow w rodzinnej Moskwie. W drafcie NHL z 1993 został wybrany przez Ottawa Senators z numerem 157 jako pierwszy w siódmej rundzie. Następnie od 1993 przez dwa sezony grał w kanadyjskich juniorskich rozgrywkach QMJHL w ramach CHL w barwach drużyny Shawinigan Cataractes (został wybrany w drafcie do CHL 1993 z numerem 7). W 1995 powrócił do Rosji i przez trzy lata do 1998 ponownie grał w Krylji Sowietow. Później występował w polskiej drużynie z Sanoka w sezonie 1998/1999.